# Schwimmfarnartige
Die Ordnung Schwimmfarnartige (Salviniales) gehört zu den Farnen. 

## Merkmale
Die Blattspreite ist in fertile und sterile Abschnitte unterteilt. Die Blattadern anastomosieren. In Wurzel, Sprossachse und Blattstielen sind häufig Luftgewebe vorhanden. Ein Anulus fehlt.
Die Pflanzen sind heterospor. Die Sporen keimen endospor. Die Gametophyten sind reduziert.

## Systematik
Die Ordnung besteht aus zwei Familien:
- Schwimmfarngewächse (Salviniaceae)
- Kleefarngewächse (Marsileaceae)